# Balmazújváros
Balmazújváros [balmazújvároš] je město ve východním Maďarsku v župě Hajdú-Bihar. Nachází se asi 16 km severozápadně od Debrecínu a je správním městem stejnojmenného okresu. Žije zde přibližně 17 tisíc obyvatel. Podle údajů z roku 2001 zde bylo 96 % obyvatel maďarské a 4 % romské národnosti.

## Historie
Oblast kolem dnešního města Balmazújváros byla osídlena již od starověku. V době formování uherského státu vzniklo v hranicích současného města několik malých osad, jejichž názvy dodnes připomínají názvy pohraničních oblastí. Osada, která vznikla jako první, byla nicméně zcela zničena během tatarského vpádu. Od roku 1465 se osada vysoce pravděpodobně jmenovala Újváros (Nové město). V roce 1465 vydal král Matyáš listinu, která jej opravňovala k pořádání třech větších trhů a jednoho trhu týdenního. Slibný rozvoj však zhatila turecká okupace, díky níž byl Úváros v letech 1591 až 1610 téměř neobydlený; znovu byl osídlen v 20. letech 17. století. V roce 1753 darovala císařovna Marie Terezie celé území nového města rodině Andrássyů, kteří začali v okolní krajině intenzivně hospodařit. 
Jejich další významnou akcí bylo pozvání německého obyvatelstva do této lokality v roce 1766. V závěru 18. století se majitelem sídla stala rodina Semseyů, která dosídlila obyvatelstvo slovenského původu z okolí dnešních Košic. Později se název města změnil na současný, nejspíš pro odlišení od jiných Nových měst na území tehdejších Uher.
V první světové válce padlo na 600 lidí původem z Újvárosu. Město bylo roku 1919 okupováno rumunským vojskem. 
Dne 15. března 1989 byl Balmazújvárosu opět udělen titul města.

## Známé osobnosti
- Dénes Beck (1847–1924), ekonom
- Bori Kállai (1948–),  herečka
- Lengyel Menyhért (1880–1974), dramatik